# Bai Juyi
Dans ce nom, le nom de famille, Bai, précède le nom personnel.
Pour les articles homonymes, voir Bai.
Bai Juyi ou Po Kiu-yi (ch. : 白居易 ; py : Bái Jūyì), (772 - 846), est un écrivain chinois de la dynastie Tang. Poète prolifique, d'une génération plus jeune que Li Bai, Du Fu et Wang Wei, il est également très apprécié au Japon dès son vivant et jusqu'à nos jours, où il est connu sous le nom de Haku Rakuten. Sous l'influence du mouvement pour la langue ancienne de Han Yu, il voulut revenir à une poésie plus directe, plus simple. Ses poèmes les plus connus s'inspirent des chansons populaires et décrivent la misère du peuple. Une anecdote raconte qu'il retravaillait un poème jusqu'à ce que sa servante puisse le comprendre.

## Origine et éducation
Bai Juyi naît à Xinzheng dans la province actuelle du Henan le vingtième jour du premier mois de l'année 772, sous le règne de l'empereur Daizong des Tang. Son père est un fonctionnaire de rang modeste; sa famille est donc pauvre mais lettrée. Il commence à composer ses premiers poèmes à l'âge de cinq ou six ans et dira plus tard qu'à l'âge de neuf ans, il maîtrisait les sonorités et les rythmes. À l'âge de dix ou onze ans il est envoyé près de Chang'an, alors capitale de l'empire, pour sa scolarité, mais les troubles que connaît la dynastie amènent sa famille à le confier à des parents à Hangzhou puis Xuzhou. En 792, son père meurt, n'ayant atteint que le grade d'assistant-gouverneur, ce qui plonge la famille dans une grande pauvreté. Le jeune Bai Juyi décide pourtant de voyager et se trouve dans la province de l'Anhui en 799 lorsqu'il s'inscrit à l'examen provincial. Son essai satisfait le correcteur, ce qui lui ouvre les portes du plus important des examens impériaux, le jinshi, à Chang'an au printemps suivant.

## Début de carrière et amitié
Bai Juyi obtient un diplôme de premier rang. Mais sa famille étant sans appuis, il reste inemployé et s'inscrit alors à un autre examen en 801 afin d'être affecté à un poste. Lors de la préparation de cet examen, il rencontre un jeune étudiant, Yuan Zhen, avec qui il se lie. L'amitié entre les deux hommes, qui s'exprime surtout au travers de leur abondante correspondance, est demeurée célèbre. Sa carrière étant toujours au point mort, il passe un autre examen en 806 toujours en compagnie de Yuan Zhen et est finalement affecté à un poste subalterne près de Chang'an. Yuan Zhen réussit mieux et est nommé à la chancellerie en tant que Rectificateur des Omissions (un poste de conseiller). Un an plus tard, un ancien 'patron' de Bai Juyi obtient un poste important et nomme Bai Juyi parmi ses suivants. Remarqué, il passe un nouvel examen et devient docteur de l'académie Hanlin en 807 puis est nommé au même poste que celui que venait de tenir Yuan Zhen. Dans un poème écrit quelques semaines après sa nomination, il se plaît à rappeler que deux de ses poètes préférés, Du Fu et Chen Zi'ang, n'ont jamais tenu de poste plus important alors qu'il pense avoir la plus grande partie de sa carrière devant lui.
Entre 808 et 810, Bai Juyi est immergé dans les questions publiques et politiques de son temps et déploie une intense activité sur des questions variées, grâce au soutien du premier ministre Pei Ji. Mais l'éviction de Pei Ji en 810 et son remplacement par un ennemi personnel de Bai Juyi marque un coup d'arrêt à son ambition politique. Pendant l'été 811, sa mère meurt et il doit suivre, selon l'usage de son temps, un deuil de trois ans dans sa ville natale. Ses ennemis en profitent pour l'évincer de l'académie Hanlin.

## Déchéance et exil
En 814, à la fin de la période de deuil, ses ennemis sont toujours au pouvoir et Bai Juyi est contraint d'accepter le poste subalterne d'assistant-secrétaire auprès du prince héritier. Une pétition pour découvrir les criminels derrière l'assassinat du chancelier Wu Yuanheng (815) déplaît et le fait bannir à un poste sans autorité au sud du Yangtse, à Xunyang dans la province du Jiangxi. Sur place, le gouverneur lui montre une grande considération, adoucissant son séjour dans ces terres alors sauvages. C'est à cette période qu'appartiennent ses deux poèmes les plus célèbres, le chant (ou ballade) des regrets éternels et le chant de la cithare.

## Retour en grâce et retraite volontaire
À partir de 817, un nouveau changement de pouvoir à Chang'an lui est favorable et il est nommé gouverneur de Chongzhou dans la province du Sichuan, un avant-poste encore sauvage. En 820, le nouvel empereur Muzong rappelle Yuan Zhen puis Bai Juyi qui reprend son poste de Rectificateur des Omissions. C'est à cette époque qu'il rencontre Han Yu qui aura une grande influence sur ses écrits. Mais l'activité de Bai Juyi au sommet de l'État est à nouveau compromise par la chute de Yuan Zhen en 822, devenu entretemps chancelier.
Bai Juyi est alors nommé gouverneur de Hangzhou, alors la plus importante cité à l'est de la Chine. En 824, l'empereur Jingzong le rappelle et lui donne un nouveau poste honorifique qu'il n'occupera jamais, passant la plus grande partie de l'année à Luoyang. En 825 il est nommé gouverneur de Suzhou, d'importance presque égale à Hangzhou, où il restera moins d'un an avant de se retirer à Luoyang. L'arrivée sur le trône de l'empereur Wenzong lui redonne espoir de peser politiquement et il requiert une nouvelle charge. En 828 il est nommé vice-président du département des prisons, poste qu'il juge dangereux alors que les factions autour du trône s’entre-déchirent et dont il se défait presque immédiatement. Dès lors, il évitera tout poste exposé, préférant sa semi-retraite à Luoyang, dont il était devenu 'maire' en 830, un poste honorifique qu'il gardera jusqu'en 833. Entre-temps, en 831, son ami de toujours, Yuan Zhen, est décédé. Durant ces années, Bai Juyi se consacre entièrement à son activité littéraire ; une crise cardiaque le laisse à demi paralysé en 839 mais il continue d'écrire jusqu'à ses derniers jours. Il meurt à Luoyang en 846. Il est enterré au temple de Xiangshan, en face des grottes de Longmen au sud de Luoyang, où sa tombe est encore visible aujourd'hui.
Bai Juyi épousa en 808 une demoiselle Yang de Hongnong (弘农), de la même famille que la femme de Du Fu ou encore de celle de Yang Guifei (楊貴妃), l'héroïne du Chant des regrets éternels. Il en eut trois enfants : Cloche d'or, sa première fille, née en 809, meurt en à la fin de 811. Une autre fille, A Luo, naît en 816 qui sera la seule à parvenir à l'âge adulte. Un unique fils, A Cui, naît en 829 et meurt en 831.
Il est le frère aîné de l'écrivain Bai Xingjian.

## Œuvre

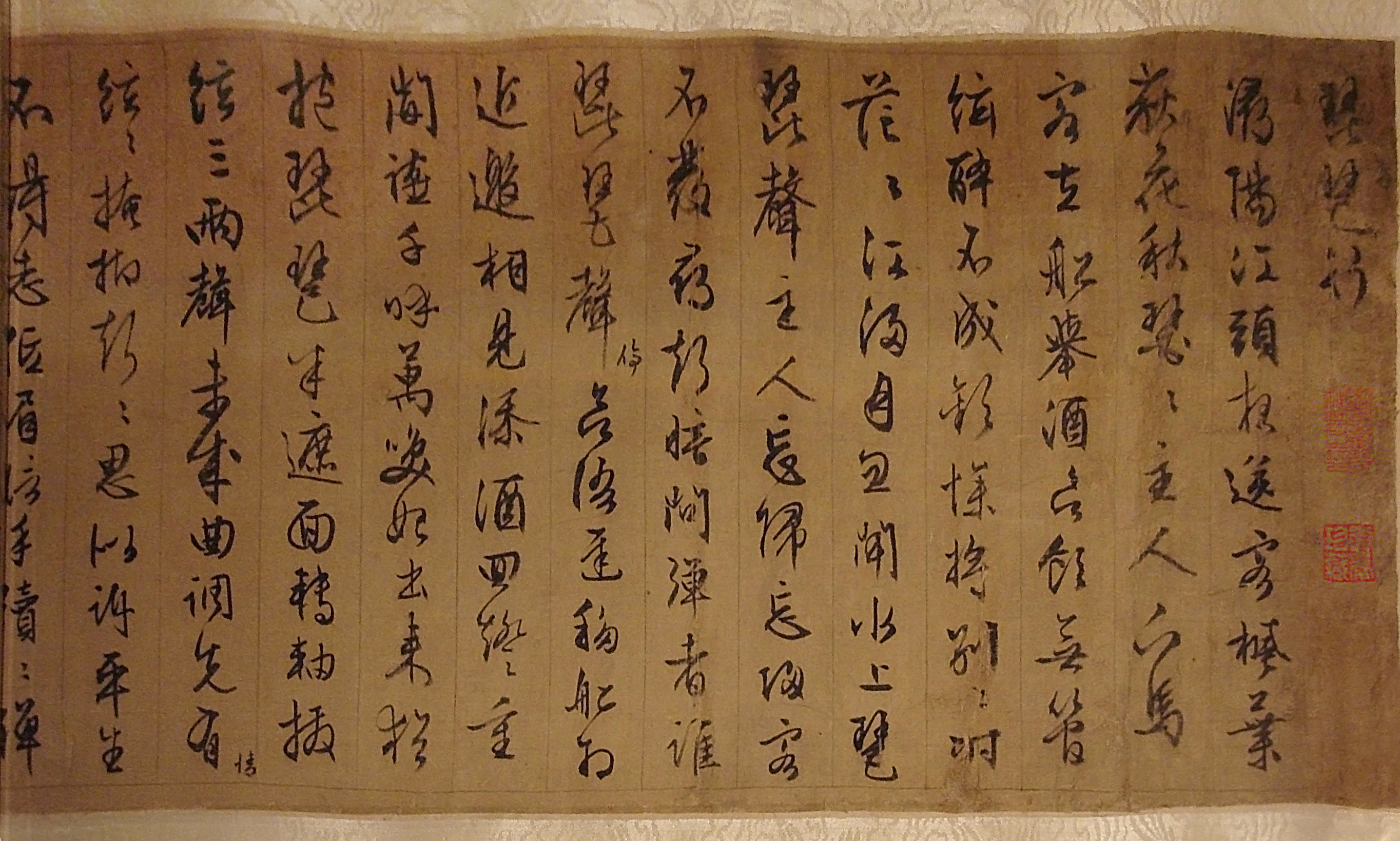
Pi Pa Xing de Bai Juyi, calligraphie de Wen Zhengming, dynastie Ming.

Bai Juyi fut un poète extrêmement prolifique ayant écrit plus de deux mille huit cents poèmes et ayant tenu une abondante correspondance. De son vivant, Bai Juyi organise la publication de son œuvre, dont il ne retint que les poèmes écrits après 808 et qu'il divise en quatre parties: les poèmes dialectiques, écrits pour 'sauver le monde'; les poèmes méditatifs exprimant son état d'esprit; viennent ensuite les poèmes de tristesse contenant les lamentations sur la mort de ses amis ou sur ses propres échecs et enfin les poèmes divers qu'il jugeait les moins importants. Ce sont surtout ces derniers qui ont fait et font encore sa renommée. L'un de ses poèmes les plus célèbres est la Ballade du luth ou Chant du Pipa  (en chinois Pipa xing, 琵琶行), composé en 816.

## Traductions en français
- Chant des regrets éternels et autres poèmes, choix, traduction du chinois et présentation par Georgette Jaeger, éd. bilingue, Éditions de la Différence, coll. « Orphée », Paris, 1992.
- Un homme sans affaires, poèmes choisis, traduits et présentés par Cheng Wing fun & Hervé Collet, éditions Moundarren, décembre 1988, avril 2011 & août 2016,  (ISBN 2-907312-88-X)